# Station Dyreby
Station Dyreby is een spoorweghalte in Dyreby  in de gemeente Varde in Denemarken. Het station ligt aan de spoorlijn Varde - Tarm. Dyreby wordt  bediend door de treinen van Esbjerg naar Nørre Nebel. Treinen stoppen alleen op verzoek.